# العلاقات البحرينية الإيطالية
العلاقات البحرينية الإيطالية هي العلاقات الثنائية التي تجمع بين البحرين وإيطاليا.

## مقارنة بين البلدين
هذه مقارنة عامة ومرجعية للدولتين:
| وجه المقارنة                                              | البحرين       | إيطاليا                                                  |
| --------------------------------------------------------- | ------------- | -------------------------------------------------------- |
| المساحة (كم2)                                             | 765           | 301.34 ألف                                               |
| عدد السكان (نسمة)                                         | 1.49 مليون    | 60.60 مليون                                              |
| الكثافة السكانية (ن./كم²)                                 | 194.77 ألف    | 201.1                                                    |
| العاصمة                                                   | المنامة       | روما، فلورنسا، تورينو                                    |
| اللغة الرسمية                                             | اللغة العربية | اللغة الإيطالية                                          |
| العملة                                                    | دينار بحريني  | يورو، ليرة إيطالية                                       |
| الناتج المحلي الإجمالي (بليون دولار)                      | 35.31 مليار   | 1.93 تريليون                                             |
| الناتج المحلي الإجمالي (تعادل القوة الشرائية) بليون دولار | 64.16 مليار   | 2.26 تريليون                                             |
| الناتج المحلي الإجمالي الاسمي للفرد دولار أمريكي          | 22.60 ألف     | 29.96 ألف                                                |
| الناتج المحلي الإجمالي للفرد دولار أمريكي                 | 45.50 ألف     | 35.46 ألف                                                |
| مؤشر التنمية البشرية                                      | 0.824         | 0.873                                                    |
| رمز المكالمات الدولي                                      | +973          | +39                                                      |
| رمز الإنترنت                                              | .bh           | .it                                                      |
| المنطقة الزمنية                                           | ت ع م+03:00   | توقيت وسط أوروبا، ت ع م+01:00، ت ع م+02:00، أوروبا/روما ‏ |

## منظمات دولية مشتركة
يشترك البلدان في عضوية مجموعة من المنظمات الدولية، منها:
| علم المنظمة | اسم المنظمة                               | تاريخ انضمام البحرين | تاريخ انضمام إيطاليا |
| ----------- | ----------------------------------------- | -------------------- | -------------------- |
|             | يونسكو                                    | 18 يناير 1972        | ?                    |
|             | الفريق المعني برصد الأرض                  | ?                    | ?                    |
|             | مؤسسة التمويل الدولية                     | 22 سبتمبر 1995       | 27 ديسمبر 1956       |
|             | المركز الدولي لتسوية المنازعات الاستشارية | 15 مارس 1996         | 28 أبريل 1971        |
|             | منظمة حظر الأسلحة الكيميائية              | ?                    | ?                    |
|             | منظمة التجارة العالمية                    | ?                    | 1995                 |
|             | وكالة ضمان الاستثمار متعدد الأطراف        | 12 أبريل 1988        | 29 أبريل 1988        |
|             | الاتحاد البريدي العالمي                   | ?                    | ?                    |
|             | منظمة الشرطة الجنائية الدولية             | ?                    | ?                    |
|             | الأمم المتحدة                             | 21 سبتمبر 1971       | 14 ديسمبر 1955       |
|             | الاتحاد الدولي للاتصالات                  | 1975                 | 1866                 |
|             | البنك الدولي للإنشاء والتعمير             | 15 سبتمبر 1972       | 27 مارس 1947         |
|             | المنظمة الهيدروغرافية الدولية             | ?                    | ?                    |

## وصلات خارجية
- موقع وزارة الخارجية البحرينية
- موقع وزارة الخارجية الإيطالية